# 孔令晟
孔令晟（1918年6月18日—2014年9月13日），中華民國海軍陸戰隊司令退役中將、署長，孔子後代，中國國民黨籍，生於江蘇常熟，籍貫山東曲阜。

## 生平

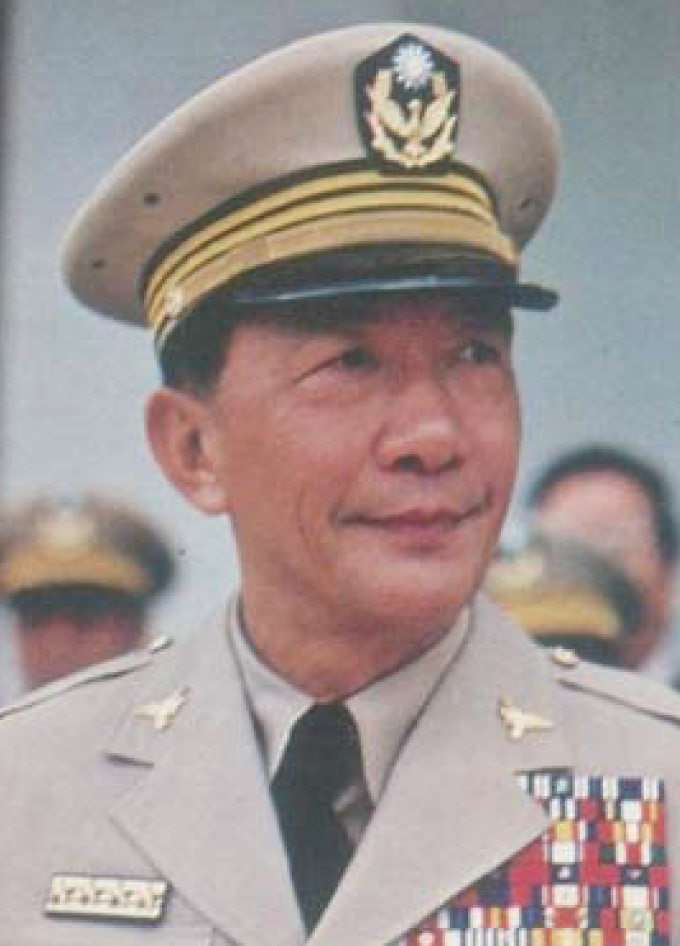
孔令晟警服照

孔令晟家族以開店經商維生，祖父曾入袁世凱新軍任職，在統領（等同團長）位階退役從商。孔令晟為家中獨子，因此得到家庭的全力栽培。
孔令晟中學就讀東吳大學（今蘇州大學）附屬中學，與蔣緯國同年但不同班，升學以插班方式進入蘇州中學化工科就讀，民國二十三（1934年）年畢業，同時考上交通大學與北京大學，因自身志向在理論化學，因此決定進入北京大學，師從錢思亮。
1935年，就讀北京大學化學系（偏理论化学）二年級導師錢思亮先生。因成績優異在大學前兩年均為楊蓮府紀念獎學金得主。
1937年，對日抗戰爆發，北京大學遷校至湖南省長沙。因自身意願決定肄業投筆從戎，進入胡宗南在長沙籌設的軍官訓練班訓練，後該班隨胡宗南轉入西安，成為中央陸軍軍官學校第七分校，民國二十八年（1939年）陸官15期步科畢業。
抗戰期間，孔令晟主要職務為基層作戰軍官，胡宗南在民國三十一年（1942年）孔令晟於第七分校補訓期間認識此人，原本希望調他成為隨身參謀，但被回絕。他自述認為自己參加且打得最好的一次作戰是民國三十四年（1945年）5月作為國民革命軍第三十六軍28師83團第3營副營長時，參與豫西西峽口之役的大橫嶺反斜面防禦戰鬥。該役在迷信寨前方大橫嶺，由日軍110師139聯隊主攻，孔令晟率領約20名敢死隊奪回失守的高處陣地，隨後在該師工兵營的協助下完成反斜面防禦陣地，並在後續三天擊退日軍超過十次的攻勢，並在日軍攻勢趨盡之後發動逆襲，並成功奪回大橫嶺其它失守的防禦陣地。因該役防禦有功且英勇作戰，孔令晟由副營長升任少校營長。胡宗南在此役後在度起意希望將孔令晟調入司令部擔任隨身參謀取代熊向暉，但孔令晟向胡宗南表達在前線任職的企圖心後作罷。
國共內戰期間，孔令晟仍於三十六軍縮編的整編三十六師中服役，參予了民國三十六年（1947年）進攻延安的陝北戰役，該役突襲榆林市，為榆林圍城戰，在上盐湾全歼共军王聚财部。雖然陝北戰役整編三十六師遭到重創，但孔令晟由胡宗南保薦與協助補習，於民國三十七年（1948年）進入陸軍大學正則班就讀，民國四十年（1951年）畢業，為陸軍大學正則班第22期畢業生。
孔令晟畢業後，因蔣中正手諭轉入中華民國海軍陸戰隊，成為陸戰隊司令部下屬少校參謀。隨後快速升任陸戰隊司令部中校參謀處長。在民國四十二年（1953年）參與東山島戰役，戰役中孔令晟為最後一批撤退者，並救回肩負斷後任務卻因連絡不良而未及時撤退的中華民國陸軍第45師135團（團長袁國徵）。東山島戰役後孔令晟在民國四十三年（1954年）7月編入由實踐學舍開辦的黨政軍聯合作戰研究班第二期，民國四十四年（1955年）3月結訓。受訓中高層原本屬意把他送到金門防衛司令部擔任參謀長，但是金防部核心主官為上將職缺，孔令晟過於資淺，因此在囑託胡宗南與羅列運作下回到海軍陸戰隊。民國四十四年（1955年）升任海軍陸戰隊陸戰第一師少將師長，任至民國四十七年（1958年）。
師長卸任後，赴美美國海軍陆战队指挥参谋学校（美國海軍陸戰隊大學所屬軍事指參學院）短期深造，民國四十七年（1958年）返國，任命為中華民國國防部少將作戰助理次長，參與國光計畫，負責向中國大陸滲透的特種作戰相關任務。也由於蔣中正將國軍主持特種作戰交由蔣經國管控，因工作職務孔令晟與蔣經國開始出現交集，蔣經國在1960年12月秘密進入緬甸視察雲南反共人民志願軍，隨行者除了駕機的衣復恩外，隨員即有孔令晟，在國防部作戰助理次長的經歷成為孔令晟獲得蔣經國信任的基礎。
1968年擔任中華民國總統府副侍衛長，後升任中將侍衛長，1975年駐高棉共和國代表團末代團長。
1975年任中華民國海軍陸戰隊中將司令，1976年12月11日调任中華民國行政院内政部警政署署长。1982年，出使馬來西亞。1977年九月，四名台中初中生登山在合歡山失蹤，孔決定史上第一次運用德國搜救狼犬搜尋，尋獲一具大體建功，1985年，獲聘為淡江大學戰研所教授。
2014年9月13日，晚上9點在臺北榮總病逝，享壽97歲。
2014年10月29日，獲頒褒揚令。

## 家庭
先祖一系，向南遷徙到安徽壽縣城北20里路，建立了孔家村，世居於此，傳承至祖父時，又從安徽壽縣發展到江蘇常熟去。
- 祖父孔繁陞，清末投入福山軍鎮新軍，落戶常熟，娶當地人董氏為妻，官至統領[b]，民國後回鄉開設旅館；[1]
- 父親孔祥麟，上海同濟大學學醫肄業，於北伐後報考省城警官訓練班，擔任常熟公安局長。[1]
- 母親朱珊是湖南湘鄉人，在常熟出生，外祖母是常熟人。外祖父和祖父為同事，在福山軍鎮當過統領。[1]
- 弟弟1920年生，4歲夭折。[1]

## 軼事
孔令晟生前被蔣中正接見於士林官邸。孔入蔣家門後立站時，遭到未栓緊的狼狗竟撲襲，孔不慌不忙、擡腿踢中狼狗，狗慘號回奔。阻狗不及的夫人全見此事，因此對孔臨危不亂的處事留下好印象，自此孔高升警政署署長，被歸類為「夫人派大將」。

## 外部連結
- 專訪前警政署長孔令晟先生 （页面存档备份，存于）
- 海軍陸戰隊成軍週年隊慶(影片)-台視新聞，1975.09.16 （页面存档备份，存于）

| 官衔               | 官衔                                          | 官衔          |
| ------------------ | --------------------------------------------- | ------------- |
| 中華民國行政院     |                                               |               |
| 前任： 周菊村      | 內政部警政署長 1976.12.11—1980年              | 繼任： 何恩廷 |
| 中華民國國防部     |                                               |               |
| 前任： 何恩廷      | 中華民國海軍陸戰隊司令 1975.06.16—1976.12.10  | 繼任： 黃光洛 |
| 中華民國海軍陸戰隊 |                                               |               |
| 前任： 何恩廷      | 海軍陸戰隊陸戰第1師師長 1955.01.26—1958.03.10 | 繼任： 黃光洛 |